# San Cristóbal (Galápagos)
San Cristóbal eller Chatham er den østligste af Galápagosøerne ca. 965 km vest for Ecuadors fastland. Den har et areal på 558 km², højeste punkt er en 730 meter høj udslukt vulkan. På grund af dens højde er klimaet i området meget fugtigt, mens der er meget tørt på øens flade nordøstlige halvdel.